# Isaac Hull

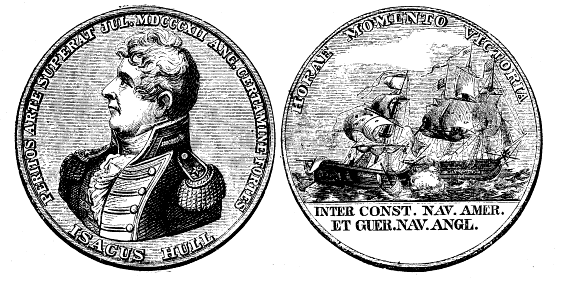
Medal Kongresu wręczony Hullowi

Isaac Hull (ur. 9 marca 1773, zm. 13 lutego 1843) – oficer United States Navy.

## Życiorys
Isaac Hull urodził się w Derby w stanie Connecticut (niektóre źródła wymieniają też Huntington, obecnie Shelton w Connecticut).
We wczesnej młodości towarzyszył swemu ojcu, Josephowi, w morskich podróżach, docierając nawet do Indii Zachodnich. Po śmierci ojca zaopiekował się nim wuj, William Hull, weteran amerykańskiej wojny rewolucyjnej.
Do połowy lat dziewięćdziesiątych XVIII wieku młody Hull dowodził kilkoma statkami handlowymi, przy czym niektóre padły łupem francuskich kaprów. Gdy została utworzona United States Navy został wcielony, w marcu 1798 roku, w stopniu podporucznika i odznaczył się, służąc na fregacie „Constitution” podczas quasi-wojny z Francją.
Wybuch I wojny berberyjskiej spowodował, że został skierowany – jako porucznik na pokładzie fregaty „Adams” – na Morze Śródziemne. Później dowodził szkunerem „Enterprise” i brygiem „Argus”, awansując w roku 1804 na stopień komandora porucznika, a w 1806 komandora. Przez kilka następnych lat nadzorował budowę kanonierek, a od roku 1809 dowodził kolejno fregatami „Chesapeake”, „President” i „Constitution”.
Okres, w którym Hull dowodził „Constitution”, był bogaty w wydarzenia. W latach 1811–1812 okręt odbył podróż do Europy i wrócił do Stanów Zjednoczonych tuż przed wybuchem wojny brytyjsko-amerykańskiej. W lipcu eskadra okrętów nieprzyjacielskich ścigała „Constitution” u wschodnich wybrzeży USA, ale Hull po mistrzowsku (stosując werpowanie) wymknął im się. 19 sierpnia 1812 roku „Constitution” stoczyła bój z brytyjską fregatą HMS „Guerriere” i zniszczyła ją, sama doznając jedynie nieznacznych uszkodzeń. To zwycięstwo wywołało ogromną radość amerykańskiego społeczeństwa i dowiodło, że mała amerykańska flota jest poważnym i groźnym przeciwnikiem dla potężnej Royal Navy. Za tę akcję Hull został wyróżniony, specjalnie wybitym z tej okazji, Złotym Medalem Kongresu Stanów Zjednoczonych.
Do końca wojny roku 1812 Hull był komendantem Portsmouth Navy Yard, potem przez krótki okres służył w Board of Navy Commissioners w Waszyngtonie, a następnie kierował stocznią w Bostonie. W latach 1823–1827 dowodził Eskadrą Pacyfiku operującą u wybrzeży Ameryki Południowej. Następnym przydziałem komodora Hulla było stanowisko komendanta Washington Navy Yard, gdzie pracował od 1829 do 1835 roku. W latach 1839–1841 dowodził Eskadrą Śródziemnomorską.
Uznany za niezdolnego do dalszej służby ze względu na zły stan zdrowia i wiek, został w roku 1841 przeniesiony w stan spoczynku. Komodor Isaac Hull zmarł w Filadelfii i został pochowany na tamtejszym cmentarzu Laurel Hill.